# シズリーナ
シズリーナ（本名：荒井 健治（あらい けんじ）、1984年8月2日 - ）はアイス評論家兼イートデザイナー。
スリースマイルマネジメント代表取締役。
日本唯一のグルメアイス研究家として活動。初めてアイスクリームを食べたのは“１歳１ヶ月”毎日最低6個。人生で42,000個以上ものアイスを食べた記録を保持するアイスマニアであり、日本一アイスを愛するスーパーアイスマン。

## 略歴
東京都練馬区出身。東京藝術大学出身。
2007年 - 大手芸能プロダクション入社。2013年に「株式会社スリースマイル」を設立。2017年から「日本初の辛口アイスジャーナリスト」として活動を開始。その後多数のメディアに出演。（株）不二家フードサービスで期間限定のメニュー開発から（株）タカラトミーアーツのクッキングトイのレシピ監修まで多岐にわたって活動している他、企業同士のコラボ企画やタイアップの期間限定イベントでは、集客設計のプランニングなども手がけている。
2019年 - instagramの月間インプレッション総数400万回以上（2019年４月調べ：※4,181,606回）獲得。

## 著書
- 『女子会のお作法「汚ブス」にならないための39か条』（2014年、ISBN 978-4782533925、日産学社）
- 『汚ブスの呪縛』（2015年、ISBN 978-4904209868、サイゾー）

## 出演番組

### 主なテレビ出演・制作協力
- 「マツコの知らない世界」（TBS）（2020.7.7）
- 「王様のブランチ」（TBS）（2019.9.7）
- 「渋谷オルガン坂生徒会」（DHCテレビ）（2019.8.18）
- 「本能Z」（CBCテレビ）（2019.7.31）
- 「ビビット」（TBS）（2019.7.30）
- 「ワケあり！ レッドゾーン」（日本テレビ）（2019.718/2019.7.25）※シズリーナ初顔出し
- 「ワケあり！ レッドゾーン」（読売テレビ）（2019.713/2019.7.20）※シズリーナ初顔出し
- 「レディース有吉」（関西テレビ）（2019.6.4）※イラスト出演
- 「ソレダメ!〜あなたの常識は非常識!?〜」（テレビ東京）（2019.4.10）※イラスト出演